# 見性寺 (葛飾区)
見性寺（けんしょうじ）は、東京都葛飾区にある曹洞宗の寺院。

## 歴史
1620年（元和6年）、対州舜境によって開山された。その後17世紀中期に、慧然寺を開山した別伝宗分（1668年寂）によって中興した。別伝宗分は当地に赴いた際、旱魃に苦しむ衆生に接し、龍に雨を降らせるよう偈を与えたところ、たちどころに雨が降ったという。

## 貉塚

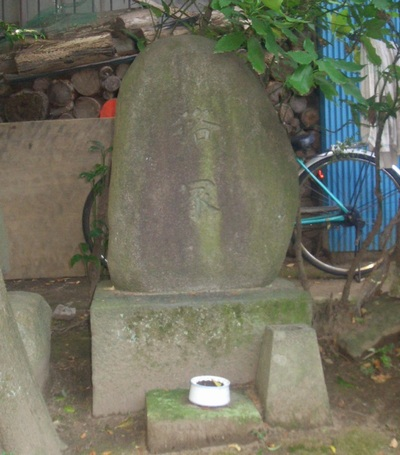
狢塚

境内には、「貉塚（むじなづか）」と呼ばれる塚がある。明治時代に常磐線が開通した時、汽車に化けて遊んでいた貉が本物の汽車に轢かれて死んだことを哀れんで建てたものという。

## 交通アクセス
- 亀有駅より徒歩4分（経路案内）。